# Ormålar
Ormålar (Ophichthidae) är en familj i ordningen ålartade fiskar. Det finns minst 250 arter, indelade i 52 släkten. Ormålar förekommer i kustnära vatten i tropiska och varma tempererade hav världen över. Några arter förekommer också i flodmynningar. Familjens vetenskapliga namn Ophichthidae kommer av grekiskans ophis (som betydet orm) och ichthys (som betyder fisk). 

## Kännetecken
Ormålar har som andra ålartade fiskar en lång och smal kropp. Antalet ryggkotor är 110-270. De minsta arterna är bara någon till några decimeter långa, men det finns arter som blir en meter långa eller mer. Ryggfenan och analfenan är långsträckt och det finns ingen synlig stjärtfena. Bröstfenorna kan finnas, ofta då ganska små, eller saknas.
Färger och mönster varierar beroende på art. Vissa arter har påfallande färger och mönster, andra har mer diskret utseende. En del ormålar är till utseendet mycket lika giftiga havsormar, en form av mimikry som kan skydda mot predatorer.

## Levnadssätt
Ormålar är vanligen nattaktiva. Under dagen gömmer de sig de flesta ormålar genom att gräva ner sig i sanden på bottnen. De jagar med hjälp av sitt luktsinne och deras föda är små fiskar och kräftdjur.

## Fossil
De tidigaste kända fossilen från ormålar har daterats till eocen.

## Underfamiljer och släkten
Familjen delas vanligen i två underfamiljer Ophichthinae och Myrophinae.

### Underfamilj Ophichthinae
- Allips (McCosker, 1972)
- Aplatophis (Böhlke, 1956)
- Aprognathodon (Böhlke, 1967)
- Apterichtus (Duméril, 1806)
- Bascanichthys (Jordan & Davis, 1891)
- Brachysomophis (Kaup, 1856)
- Caecula (Vahl, 1794)
- Callechelys (Kaup, 1856)
- Caralophia (Böhlke, 1955)
- Cirrhimuraena (Kaup, 1856)
- Cirricaecula (Schultz et al., 1953)
- Dalophis (Rafinesque, 1810)
- Echelus (Rafinesque, 1810)
- Echiophis (Kaup, 1856)
- Elapsopis (Kaup, 1856)
- Ethadophis (Rosenblatt & McCosker, 1970)
- Evips (McCosker, 1972)
- Gordiichthys (Jordan & Davis, 1891)
- Hemerorhinus (Weber & de Beaufort, 1916)
- Herpetoichthys (Kaup, 1856)
- Hyphalophis (McCosker & Böhlke, 1982)
- Ichthyapus (Brisout de Barneville, 1847)
- Kertomichthys (McCosker & Böhlke, 1982)
- Lamnostoma (Kaup, 1856)
- Leiuranus (Bleeker, 1853)
- Leptenchelys (Myers & Wade, 1941)
- Letharchus (Goode & Bean, 1882)
- Lethogoleos (McCosker & Böhlke, 1982)
- Leuropharus (Rosenblatt & McCosker, 1970)
- Malvoliophis (Whitley, 1934)
- Myrichthys (Girard, 1859)
- Mystriophis (Kaup, 1856)
- Ophichthus (Ahl, 1789)
- Ophisurus (Lacepède, 1800)
- Paraletharchus (McCosker, 1974)
- Phaenomonas (Myers & Wade, 1941)
- Phyllophichthus (Gosline, 1951)
- Pisodonophis (Kaup, 1856)
- Quassiremus (Jordan & Davis, 1891)
- Rhinophichthus (McCosker, 1999)
- Scytalichthys (Jordan & Davis, 1891)
- Stictorhinus (Böhlke & McCosker, 1975)
- Xestochilus (McCosker, 1998)
- Xyrias (Jordan & Snyder, 1901)
- Yirrkala (Whitley, 1940)

### Underfamilj Myrophinae
- Ahlia (Jordan & Davis, 1891)
- Asarcenchelys (McCosker, 1985)
- Benthenchelys (Fowler, 1934)
- Glenoglossa (McCosker, 1982)
- Mixomyrophis (McCosker, 1985)
- Muraenichthys (Bleeker, 1853)
- Myrophis (Lütken, 1852)
- Neenchelys (Bamber, 1915)
- Pylorobranchus (McCosker & Chen, 2013)
- Pseudomyrophis (Wade, 1946)
- Schismorhynchus (McCosker, 1970)
- Schultzidia (Gosline, 1951)
- Scolecenchelys (Ogilby, 1897)
- Skythrenchelys (Castle & McCosker, 1999)